# 笠広庭
笠 広庭（かさ の ひろにわ）は、平安時代初期の貴族。玄蕃助・笠庭麻呂の子とする系図がある。官位は従四位下・美濃守。

## 経歴
嵯峨朝の弘仁10年（819年）従五位下に叙爵。淳和朝では陸奥守を務め、在任中の天長5年（828年）従五位上に叙せられる。仁明朝の承和5年（838年）三階昇進して従四位下に至る。美濃守在任中の承和7年（840年）淳和上皇の崩御に伴い、本来であれば平安京から五位の官人を派遣して固関を行うべきところ、不破関のみ便宜的に国守の広庭が固関を命じられている。
承和8年（841年）閏9月23日卒去。最終官位は散位従四位下。

## 官歴
『六国史』による。
- 時期不詳：正六位上
- 弘仁10年（819年） 正月7日：従五位下
- 時期不詳：陸奥守
- 天長5年（828年） 閏3月2日：従五位上
- 承和5年（838年） 正月7日：従四位下
- 承和7年（840年） 5月8日：見美濃守
- 承和8年（841年） 閏9月23日：卒去（散位従四位下）

## 系譜
- 父：笠庭麻呂[2]
- 母：不詳
- 生母不明の子女
  - 男子：笠豊興[2]
  - 男子：笠豊宗[2]